# Cryptotylus unicolor
Cryptotylus unicolor är en tvåvingeart som först beskrevs av Christian Rudolph Wilhelm Wiedemann 1828.  Cryptotylus unicolor ingår i släktet Cryptotylus och familjen bromsar. Inga underarter finns listade i Catalogue of Life.